# Alfons Bērziņš
Alfons Bērziņš (* 9. November 1916 in Riga; † 16. Dezember 1987 ebenda) war ein lettischer Eisschnellläufer.

## Werdegang
Bērziņš lief im Winter 1935/36 bei der Mehrkampf-Weltmeisterschaft 1936 in Davos auf den achten Platz und bei den Olympischen Winterspielen 1936 in Garmisch-Partenkirchen auf den 19. Platz über 10.000 m, jeweils auf den 18. Rang über 1500 m und 5000 m, sowie auf den 14. Platz über 500 m. Im folgenden Jahr wurde er bei der Mehrkampf-Weltmeisterschaft in Oslo Neunter. In der Saison 1937/38 kam er bei der Mehrkampfeuropameisterschaft 1938 in Oslo auf den 12. Platz und bei der Mehrkampf-Weltmeisterschaft 1938 in Davos auf den vierten Rang. Seine erfolgreichste Saison hatte er 1938/39. Dabei holte er bei der Mehrkampf-Weltmeisterschaft 1939 in Helsinki die Silbermedaille und bei der Mehrkampfeuropameisterschaft 1939 in Riga die Goldmedaille. Im folgenden Jahr siegte er in Oslo bei der inoffiziellen Mehrkampf-Weltmeisterschaft. Von 1935 bis 1940 wurde er sechsmal in Folge lettischer Meister. Im Zweiten Weltkrieg kämpfte er zunächst mit den sowjetischen Truppen und nach seiner Gefangennahme im Jahr 1942 für die deutsche Armee. Im Jahr 1945 wurde er verhaftet und als Kollaborateur nach Sibirien deportiert. 1955 kehrte er nach Lettland zurück und wurde Trainer. Seine Schülerin Lāsma Kauniste wurde 1969 Weltmeisterin.

## Persönliche Bestleistungen
| Disziplin | Zeit        | Datum           | Ort   |
| --------- | ----------- | --------------- | ----- |
| 500 m     | 42,9 s      | 5. Februar 1938 | Davos |
| 1000 m    | 1:29,1 min  | 5. Januar 1940  | Oslo  |
| 1500 m    | 2:16,4 min  | 5. Februar 1938 | Davos |
| 5000 m    | 8:32,8 min  | 21. Januar 1940 | Oslo  |
| 10.000 m  | 17:47,2 min | 4. Februar 1940 | Oslo  |